# Константиновская батарея (Севастополь)
Константиновская батарея — построена в 1840 году как одно из фортификационных сооружений на Северной стороне Севастополя, названа в честь великого князя Константина Павловича, внука Екатерины II.

## История
После завершения Первой турецкой войны между Россией и Османской империей в 1774 году был подписан Кючук-Кайнарджийский мирный договор, по которому Османская империя отказалась от претензий на Крым. Однако турецкие корабли продолжали вольготно чувствовать себя у берегов полуострова. Понимая стратегическое значение Крыма, императрица Екатерина II решила включить его в состав Российской империи. Сделать это требовалось деликатно — без развязывания новой войны с турками. Выполнять задачу поручили российскому полководцу Александру Суворову. В то время в Ахтиарской бухте (ныне — Севастопольская) располагалось около 10 военных турецких кораблей. По приказу Суворова в ночь на 15 июня 1778 года у входа в бухту русские солдаты возвели земляные укрепления. Когда турки увидели их, то поспешили покинуть бухту, не желая становиться легкой мишенью для русских орудий.
Позже в 1794 году также по указанию Александра Васильевича Суворова строится двухъярусная каменно-земляная батарея по проекту подполковника, старшего инженера Франца Павловича де Воллана, который также управлял постройкой порта Ахтиар.
В 1834 году было принято решение о строительстве каменной казематированной батареи на месте форта с учётом последних достижений фортификации по проекту инженера-полковника Карла Бюрно. Строительство было завершено в 1840 году, ключевым строительным материалом крепости был особо прочный камень, который до сих пор добывают в Севастопольских каменоломнях Килен-балки. Строил батарею инженер-полковник Густав Ефимович Фелькерзам, затем — инженер-полковник Павловский.
Тогда на месте арки, являющейся нынче входом на бастион, стояли мощные деревянные ворота. Между ними располагалась бойница. Если враг прорывался через первое заграждение, то оказывался в перекрестном огне. Двухэтажное здание—казармы для личного состава. Само двухъярусное укрепление построено в виде подковы, имеет плоскую крышу.
В период второй обороны Севастополя — с 5 по 10 июня 1942 года батарея — один из четырёх опорных пунктов Северной стороны, получивший приказ удерживать рубеж до последней возможности. На Константиновскую батарею отошли часть личного состава 95-й стрелковой дивизии, бойцы береговых батарей и 178-го инженерного батальона Черноморского флота.

## Наше время
Сейчас на территории батареи работает музейно-выставочный комплекс «Константиновская батарея», отреставрированный Русским географическим обществом.